# Ghána az 1964. évi nyári olimpiai játékokon
Ghána a japán Tokióban megrendezett 1964. évi nyári olimpiai játékok egyik részt vevő nemzete volt. Az országot az olimpián 3 sportágban 33 sportoló képviselte, akik összesen 1 érmet szereztek.

## Érmesek
| Érem  | Versenyző  | Sportág   | Versenyszám  |
| ----- | ---------- | --------- | ------------ |
| Bronz | Eddie Blay | Ökölvívás | Kisváltósúly |

## Atlétika
Férfi
| Versenyző                                               | Versenyszám     | Előfutam | Előfutam | Előfutam | Negyeddöntő | Negyeddöntő | Negyeddöntő | Elődöntő | Elődöntő | Elődöntő | Döntő   | Döntő    |
| Versenyző                                               | Versenyszám     | Idő      | Hely.    | Össz.    | Idő         | Hely.       | Össz.       | Idő      | Hely.    | Össz.    | Idő     | Helyezés |
| ------------------------------------------------------- | --------------- | -------- | -------- | -------- | ----------- | ----------- | ----------- | -------- | -------- | -------- | ------- | -------- |
| Mike Ahey                                               | 100 m           | 10,61    | 3.       | 22.*     | 10,67       | 7.          | 27.         | kiesett  | kiesett  | kiesett  | kiesett | kiesett  |
| Stanley Allotey                                         | 100 m           | 10,62    | 2.       | 24.*     | 10,73       | 7.          | 29.         | kiesett  | kiesett  | kiesett  | kiesett | kiesett  |
| Michael Okantey                                         | 200 m           | 21,97    | 6.       | 43.      | kiesett     | kiesett     | kiesett     | kiesett  | kiesett  | kiesett  | kiesett | kiesett  |
| James Addy                                              | 400 m           | 47,27    | 3.       | 22.      | 47,37       | 4.          | 21.         | 47,67    | 8.       | 16.      | kiesett | kiesett  |
| Ebenezer Quartey                                        | 400 m           | 47,12    | 2.       | 19.      | 47,06       | 7.          | 15.         | kiesett  | kiesett  | kiesett  | kiesett | kiesett  |
| Eric Amevor                                             | 1500 m          | 3:58,4   | 11.      | 40.      |             |             |             | kiesett  | kiesett  | kiesett  | kiesett | kiesett  |
| Michael Okantey Mike Ahey Ebenezer Addy Stanley Allotey | 4 × 100 m váltó | 40,85    | 5.       | 15.      |             |             |             | 40,7     | 8.       | 16.      | kiesett | kiesett  |
| James Addy Brobbey Mensah Sam Bugri Ebenezer Quartey    | 4 × 400 m váltó | 3:10,4   | 5.       | 13.      |             |             |             |          |          |          | kiesett | kiesett  |

| Versenyző | Versenyszám | Selejtező | Selejtező | Döntő    | Döntő    |
| Versenyző | Versenyszám | Eredmény  | Helyezés  | Eredmény | Helyezés |
| --------- | ----------- | --------- | --------- | -------- | -------- |
| Mike Ahey | Távolugrás  | 753 cm    | 8.        | 730 cm   | 7.       |

Női
| Versenyző          | Versenyszám | Előfutam | Előfutam | Előfutam | Negyeddöntő | Negyeddöntő | Negyeddöntő | Elődöntő | Elődöntő | Elődöntő | Döntő   | Döntő    |
| Versenyző          | Versenyszám | Idő      | Hely.    | Össz.    | Idő         | Hely.       | Össz.       | Idő      | Hely.    | Össz.    | Idő     | Helyezés |
| ------------------ | ----------- | -------- | -------- | -------- | ----------- | ----------- | ----------- | -------- | -------- | -------- | ------- | -------- |
| Christiana Boateng | 100 m       | 12,9     | 8.       | 42.      | kiesett     | kiesett     | kiesett     | kiesett  | kiesett  | kiesett  | kiesett | kiesett  |
| Rose Hart          | 100 m       | 11,98    | 5.       | 23.      | 11,9        | 6.          | 23.*        | kiesett  | kiesett  | kiesett  | kiesett | kiesett  |
| Rose Hart          | 80 m gát    | 10,34    | 3.       | 21.      |             |             |             | 11,16    | 8.       | 15.      | kiesett | kiesett  |

| Versenyző   | Versenyszám | Selejtező | Selejtező | Döntő    | Döntő    |
| Versenyző   | Versenyszám | Eredmény  | Helyezés  | Eredmény | Helyezés |
| ----------- | ----------- | --------- | --------- | -------- | -------- |
| Alice Annum | Távolugrás  | 545 cm    | 29.       | kiesett  | kiesett  |

* - egy másik versenyzővel azonos időt ért el

## Labdarúgás
| Ghánai labdarúgócsapat-játékoskeret | Ghánai labdarúgócsapat-játékoskeret                                                                                |
| --- | --- |
| - Ben Acheampong - Edward Acquah - Sam Acquah - Charles Addo-Odametey - Edward Aggrey-Fynn - Joseph Agyemang-Gyau - Edward Dodoo-Ankrah | - Emmanuel Kwesi Nkansah - Willie Mfum - Emmanuel Oblitey - Samuel Okai - Kofi Osei - Kofi Pare - Mohammadu Salisu |

### Eredmények
Csoportkör
D csoport
| Csapat      | M            | Gy           | D            | V            | G+           | G–           | Gk           | P            |              |
| ----------- | ------------ | ------------ | ------------ | ------------ | ------------ | ------------ | ------------ | ------------ | ------------ |
| Ghána       | 2            | 1            | 1            | 0            | 4            | 3            | +1           | 3            |              |
| Japán       | 2            | 1            | 0            | 1            | 5            | 5            | 0            | 2            |              |
| Argentína   | 2            | 0            | 1            | 1            | 3            | 4            | –1           | 1            |              |
| Olaszország | visszalépett | visszalépett | visszalépett | visszalépett | visszalépett | visszalépett | visszalépett | visszalépett | visszalépett |

| 1964. október 12. 14:00 |

| Argentína (ARG) | 1–1               | Ghána      |
| --------------- | ----------------- | ---------- |
| Bulla 26'       | (1–0) Jegyzőkönyv | Acquah 80' |

| Micuzava stadion, Jokohama Játékvezető: Menáhém Askenází (izraeli) Asszisztensek: Zsolt István (magyar), Gregg De Silva (maláj) |

| 1964. október 16. 14:00 |

| Ghána (GHA)                                  | 3–2               | Japán                     |
| -------------------------------------------- | ----------------- | ------------------------- |
| Agyemang-Gyau 27' Acquah 69' Aggrey-Fynn 80' | (1–1) Jegyzőkönyv | Szugijama 12' Jaegasi 52' |

| Komazava stadion, Tokió Játékvezető: Cornel Nitescu (román) Asszisztensek: Aleksandar Skoric (jugoszláv), Gregg De Silva (maláj) |

Negyeddöntő
| 1964. október 18. 14:00 |

| Egyesült Arab Köztársaság (RAU)                | 5–1               | Ghána    |
| ---------------------------------------------- | ----------------- | -------- |
| Badawi 42' 61' Reyadh 65' El-Fanaguili 69' 85' | (1–1) Jegyzőkönyv | Mfum 37' |

| Ómija stadion, Ómija Játékvezető: Rudolf Glöckner (kelet-német) Asszisztensek: Vaclav Korelus (csehszlovák), Rafael Valenzuela (mexikói) |

Az 5–8. helyért
| 1964. október 20. |

| Románia (ROU)                         | 4–2               | Ghána               |
| ------------------------------------- | ----------------- | ------------------- |
| Pavlovici 12' 19' 74' Creiniceanu 41' | (3–2) Jegyzőkönyv | Aggrey-Fynn 25' 44' |

| Nisi-Kjógoku stadion, Kiotó Játékvezető: Gregg De Silva (maláj) Asszisztensek: Kim Dokcshon (dél-koreai), Ikeda Taró (japán) |

| Csapat      | Helyezés |
| ----------- | -------- |
| Ghána (GHA) | 7.       |

## Ökölvívás
| Versenyző          | Versenyszám   | Selejtező         | 32-es főtábla                | Nyolcaddöntő                | Negyeddöntő                     | Elődöntő                | Döntő             | Helyezés |
| Versenyző          | Versenyszám   | Ellenfél Eredmény | Ellenfél Eredmény            | Ellenfél Eredmény           | Ellenfél Eredmény               | Ellenfél Eredmény       | Ellenfél Eredmény | Helyezés |
| ------------------ | ------------- | ----------------- | ---------------------------- | --------------------------- | ------------------------------- | ----------------------- | ----------------- | -------- |
| Sulley Shittu      | Légsúly       |                   | Jumaat Ibrahim (MAS) · KO    | John McCafferty (IRL) · 2-3 | kiesett                         | kiesett                 | kiesett           | 9.       |
| Isaac Aryee        | Harmatsúly    |                   | Thein Myint (BIR) · KO       | Szakurai Takao (JPN) · 0-5  | kiesett                         | kiesett                 | kiesett           | 9.       |
| Sammy Lee Amekudji | Könnyűsúly    | erőnyerő          | Siratori Kanemaru (JPN) · KO | kiesett                     | kiesett                         | kiesett                 | kiesett           | 17.      |
| Eddie Blay         | Kisváltósúly  | erőnyerő          | Preben Rasmussen (DEN) · 5-0 | Touch Nol (CAM) · KO        | Joao da Silva (BRA) · 5-0       | Jerzy Kulej (POL) · 0-5 | kiesett           |          |
| Eddie Davies       | Nagyváltósúly |                   | Sebők László (HUN) · 5-0     | Tolman Gibson (USA) · 5-0   | Borisz Lagutyin (URS) · feladta | kiesett                 | kiesett           | 5.       |
| Joe Darkey         | Középsúly     |                   | erőnyerő                     | James Rosette (USA) · 5-0   | Valerij Popencsenko (URS) · 0-5 | kiesett                 | kiesett           | 5.       |
| Thomas Arimi       | Félnehézsúly  |                   | erőnyerő                     | Sayed Mersal (RAU) · 0-5    | kiesett                         | kiesett                 | kiesett           | 9.       |